# Cidaris
Genre
Cidaris est un genre d'oursins (échinodermes) de la famille des Cidaridae, caractérisés par leurs piquants longs et épais en forme de lance.

## Description

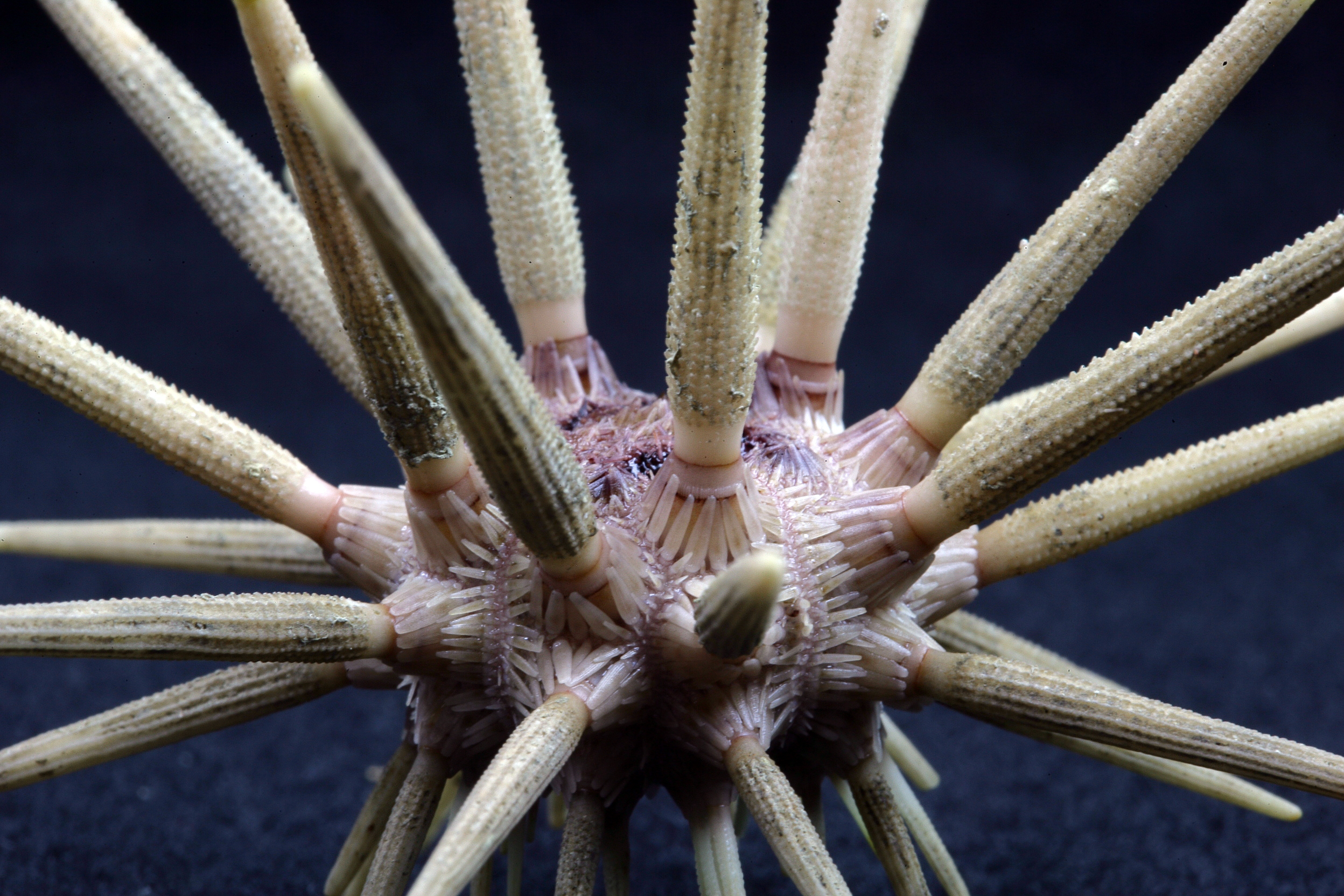
Gros plan sur le test d'un Cidaris.

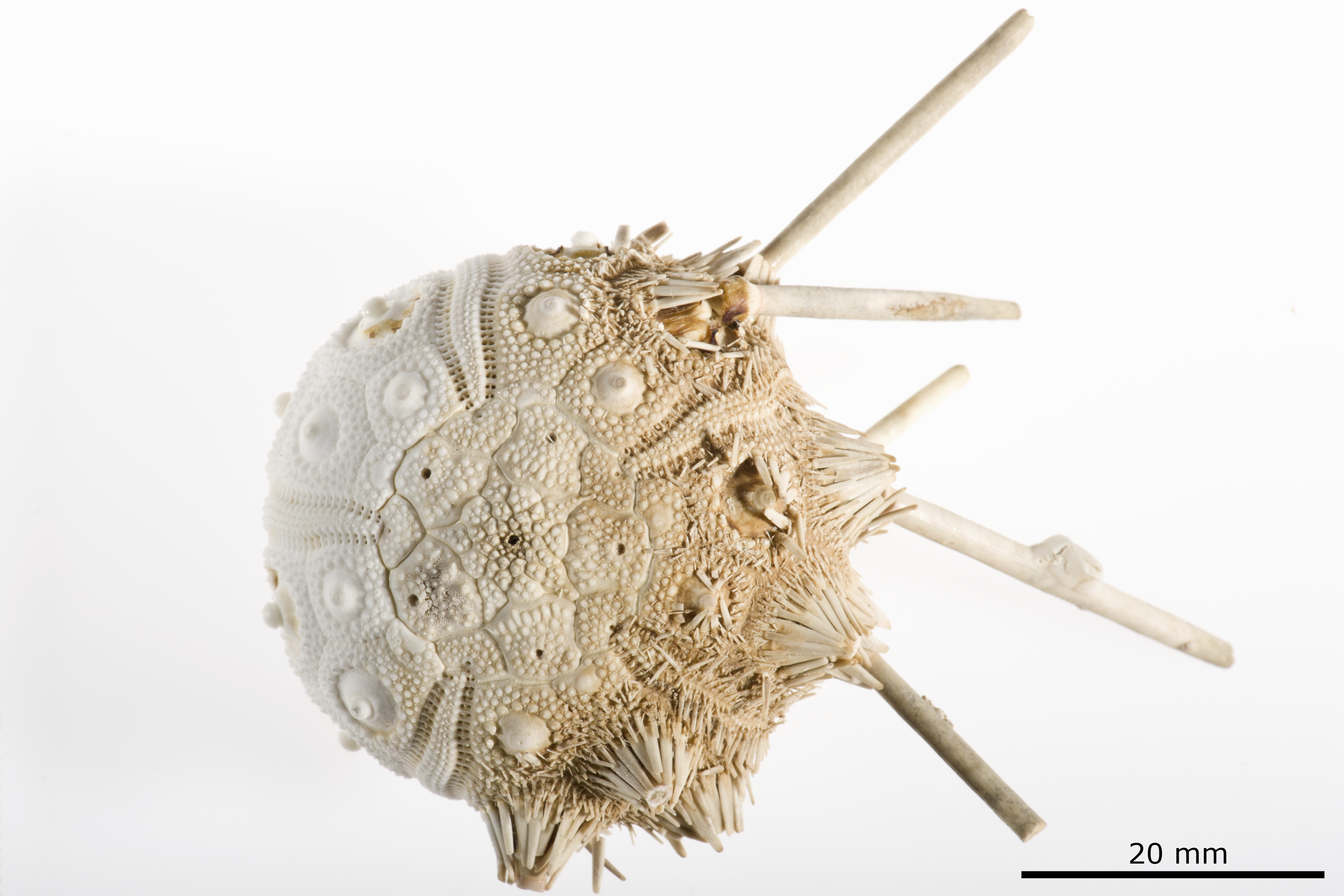
Cidaris abyssicola

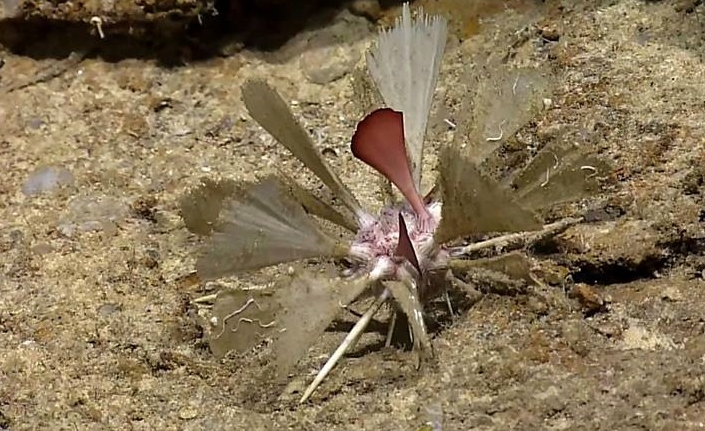
Cidaris blakei dans les abysses des Caraïbes.

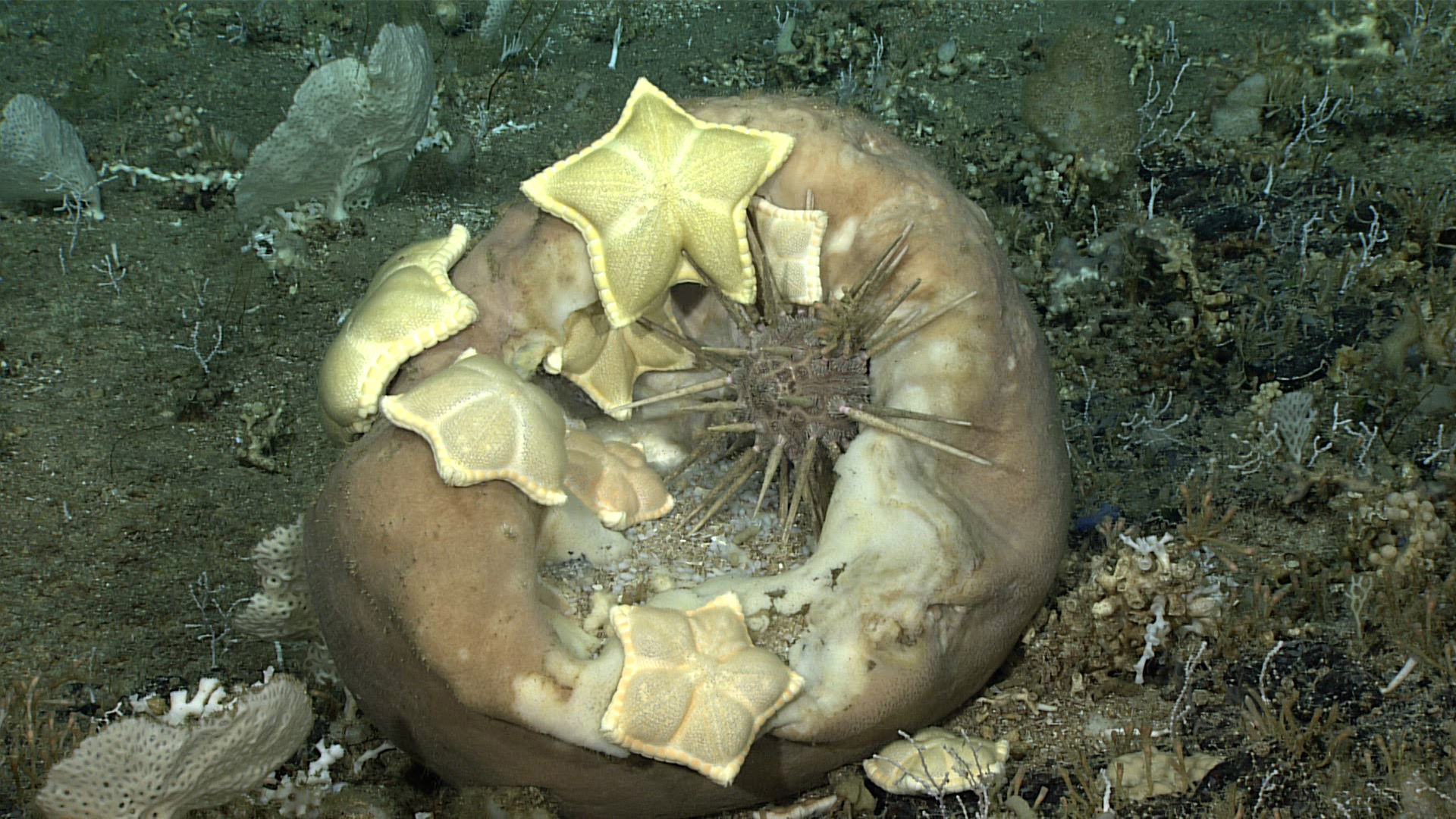
Cidaris rugosa se nourrissant d'une éponge.

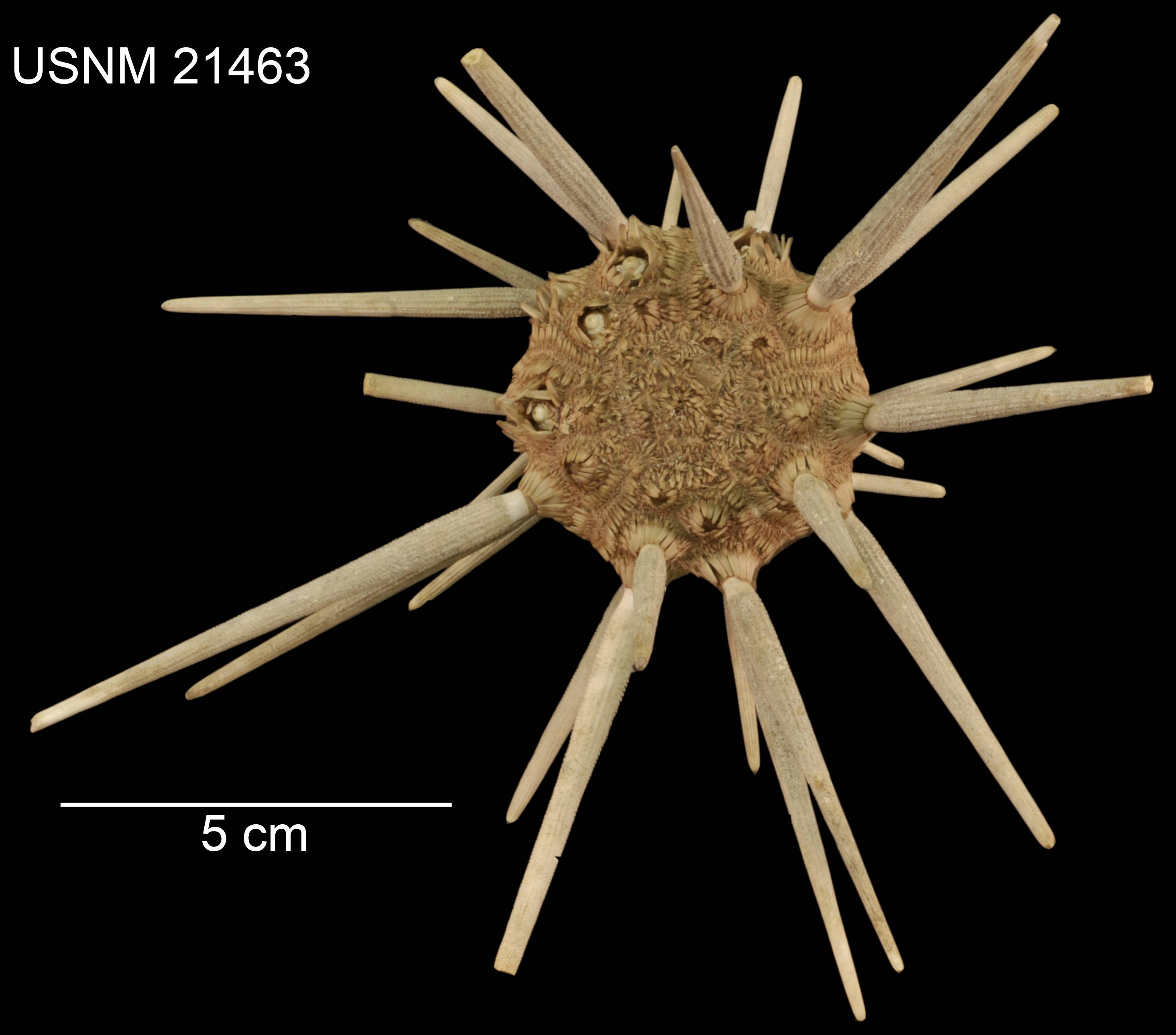
Cidaris rugosa

Les Cidaris sont des oursins réguliers vivant généralement en eaux profondes. Leur corps est de taille moyenne, mais leurs piquants sont très longs, épais et solides, comme souvent dans cette famille.
Leur coquille (le « test »), ronde et plutôt réduite, est composée d'épaisses plaques soudées, dont chacune comporte deux pores aquifères et un gros tubercule perforé pour permettre l'implantation des radioles (les piquants). Celles-ci sont particulièrement longues, épaisses et robustes, et leur longueur dépasse souvent le diamètre du test. Les radioles primaires sont épaisses, solides et leur bout n'est pas piquant : elles servent aussi à la locomotion. Leur col est court. Peu nombreuses, elles laissent apparaître le test presque nu. Des radioles secondaires, beaucoup plus réduites, en forme de petites écailles allongées, protègent le corps en étant plaquées sur le test et la base des radioles primaires. La mâchoire (« Lanterne d'Aristote ») porte cinq dents en gouttière (de type aulodonte). Le disque apical est large, et occupe presque la moitié du diamètre du test ; il est généralement monocyclique, avec des plaques génitales isométriques et uniformément granulées. Les interambulacres comportent entre 6 et 9 plaques par série, avec des tubercules primaires perforés et non crénulés. Les aréoles sont circulaires et incisées, avec des cercles scrobiculaires séparés (sauf sur la partie aborale). Les tubercules scrobiculaires sont différenciés, et les aires extrascrobiculaires sont peu étendues, densément couvertes de tubercules secondaires. Les sutures ne sont ps en relief. Les ambulacres sont légèrement sinueux, avec des paires de pores non conjuguées, mais enfoncées. Le péristome est plus petit que le disque apical.
Le terme « Cidaris » vient du grec Kidaris, qui était le nom donné par les Grecs de l'Antiquité à la coiffe que portaient les rois Perses.
On trouve les espèces de ce genre principalement en Atlantique et Méditerranée, où il semble être apparu assez récemment (par rapport aux autres groupes de cet ordre). Ce genre est le genre-type de la famille et de l'ordre.

## Liste des espèces
D'après World Register of Marine Species (11 octobre 2013), on compte actuellement 44 espèces valides dans ce genre, dont 6 vivantes et 38 fossiles : 
- Cidaris abyssicola (A. Agassiz, 1869) -- Caraïbes
- Cidaris aculeata Leonardi & Lovo, 1950 †
- Cidaris aculeata Martin, in Jeannet & Martin, 1937 †
- Cidaris anellatus De Gregorio, 1930b †
- Cidaris assulaeformis Malaroda, 1951 †
- Cidaris bitauniensis Wanner, 1941 †
- Cidaris blakei (A. Agassiz, 1878) -- Caraïbes
- Cidaris cidaris (Linnaeus, 1758) -- Méditerranée et Atlantique nord-est
- Cidaris cojimarensis Lambert & Sánchez Roig, in Sánchez Roig, 1926 †
- Cidaris crenulata Leonardi & Lovo, 1950 †
- Cidaris dorsata †
- Cidaris dubaleni Castex, 1930 †
- Cidaris duncani Socin, 1942 †
- Cidaris ecki Assmann, 1925 †
- Cidaris enissalensis Weber, 1934 †
- Cidaris gilletae Lambert, 1927b †
- Cidaris gymnozona Arnold & H. L. Clark, 1927 †
- Cidaris hemispinosa Lambert, 1933d †
- Cidaris isnardi Lambert, 1924a †
- Cidaris jonkeri Wanner, 1941 †
- Cidaris longispina Assmann, 1937 †
- Cidaris mabahissae Mortensen, 1939 -- Maldives et région indienne
- Cidaris magna Leonardi & Lovo, 1950 †
- Cidaris mahafalensis Besairie, 1930 †
- Cidaris majungensis Lambert, 1933a †
- Cidaris meslei Lambert, 1931c †
- Cidaris mirandus De Gregorio, 1930b †
- Cidaris mullerriedi Lambert, 1935c †
- Cidaris nuda (Mortensen, 1903)
- Cidaris pelettensis Castex, 1930 †
- Cidaris percostatus De Gregorio, 1930b †
- Cidaris pusilla Leonardi & Lovo, 1950 †
- Cidaris pyramidalis Leonardi & Lovo, 1950 †
- Cidaris raibliana †
- Cidaris remifera Assmann, 1937 †
- Cidaris rugosa (H.L. Clark, 1907) -- Caraïbes
- Cidaris scrobiculata †
- Cidaris sigillum Lambert, 1931c †
- Cidaris slaulinensis Leonardi & Lovo, 1950 †
- Cidaris theodosiae Weber, 1934 †
- Cidaris trigona †
- Cidaris tuberculinus De Gregorio, 1930b †
- Cidaris vepres Lambert, 1931c †
- Cidaris zardinii Leonardi & Lovo, 1950 †

Espèces éteintes ou noms devenus des synonymes
- †Cidaris aculeata
- †Cidaris aialensis
- †Cidaris alpina
- †Cidaris alternata
- †Cidaris austriaca
- †Cidaris avena
- †Cidaris biconica
- †Cidaris biformis
- †Cidaris braunii
- †Cidaris buchii
- †Cidaris caudex
- †Cidaris cingulata
- †Cidaris coralliophila
- †Cidaris costalarensis
- †Cidaris costata
- †Cidaris costeanensis
- †Cidaris decorata
- †Cidaris decoratissima
- †Cidaris dorsata
- †Cidaris ecki
- †Cidaris elegans Munster, 1826[6] Jurassique - France
- †Cidaris elegans Agassiz, 1879, synonyme de Histocidaris elegans
- †Cidaris forminensis
- †Cidaris fustis
- †Cidaris glabra
- †Cidaris hausmanni
- †Cidaris lanceata
- †Cidaris linearis
- †Cidaris milierensis
- †Cidaris ovata
- †Cidaris perplexa
- †Cidaris petersii
- †Cidaris plana
- †Cidaris pyramidalis
- †Cidaris quadrialata
- †Cidaris quadriserrata
- †Cidaris regnyi
- †Cidaris remifera
- †Cidaris remifera
- †Cidaris reticulata
- †Cidaris schwageri
- †Cidaris scrobiculata
- †Cidaris seelandica
- †Cidaris semicostata
- †Cidaris similis
- †Cidaris spinachristi
- †Cidaris spongiosa
- †Cidaris stipes
- †Cidaris stoppanii
- †Cidaris sulcata
- †Cidaris tenuicostata
- †Cidaris tetraedrica
- †Cidaris transversa
- †Cidaris trapezoidalis
- †Cidaris trigona
- †Cidaris triserrata
- †Cidaris undulatus
- †Cidaris valparolae
- †Cidaris verticillata
- †Cidaris verticillata
- †Cidaris waechteri
- †Cidaris wissmanni
- †Cidaris zardini